# Journal of Japanese Studies
Pour les articles homonymes, voir JJS.
The Journal of Japanese Studies (JJS) est le journal le plus influent sur l'étude du Japon aux États-Unis. Il s'agit d'un forum multidisciplinaire pour communiquer de nouvelles informations, de nouvelles interprétations et les résultats de recherches récentes concernant le Japon pour le monde anglophone. La revue publie de larges articles exploratoires suggérant de nouvelles analyses et interprétations, des commentaires substantiels de livres et d'occasionnels colloques par les japonologues du monde entier.
JJS paraît deux fois par an, en hiver et en été, sur environ 500 pages. Son premier numéro date de l'automne 1974 avec Kenneth B. Pyle (en) et Susan Hanley pour premiers rédacteurs en chef. Il est à présent dirigé par Marie Anchordoguy et Kevin M. Doak. Hébergé à l'Université de Washington, le JJS est actuellement financé par de généreuses donations de la Fondation du Japon, l'Université de Georgetown, l'Université de Washington et par les dotations de la Kyocera et de la Fondation nationale pour les sciences humaines. 
The Journal of Japanese Studies est publié par la Société des études japonaises et son contenu est disponible en ligne sur les bases de données du Project Muse (en) pour les numéros récents et sur le JSTOR pour les articles de plus de 5 ans.

## Source de la traduction
- (en) Cet article est partiellement ou en totalité issu de l’article de Wikipédia en anglais intitulé « Journal of Japanese Studies » (voir la liste des auteurs).